# Joe Sinnott
Joe Sinnott (Saugerties, 16 ottobre 1926 – Saugerties, 25 giugno 2020) è stato un fumettista statunitense.
La sua notorietà è dovuta soprattutto alla lunga serie di numeri che ha inchiostrato per la prima serie di Fantastic Four dal 1965 al 1981. Inchiostrò anche i disegni di Jack Kirby nel numero 5 di tale serie in occasione della prima apparizione del Dottor Destino.
Sinnott ha lavorato su moltissime delle serie della Marvel Comics, rimanendo a lungo quale inchiostratore fisso su The Avengers, The Defenders e The Mighty Thor.